# Marvel: Future Fight
MARVEL Future Fight (укр. MARVEL Битва за майбутнє) — мобільна рольова гра, події якої відбуваються у всесвіті Marvel Comics, випущена 29 квітня 2015 року компанією Netmarble для мобільних платформ — Android та iOS. У грі представлено 244 ігрові персонажі, включаючи супергероїв та суперлиходіїв з кінематографічного всесвіту Marvel. Протягом місяця після прем’єри гру було завантажено понад 10 мільйонів разів з обох дистрибутивних платформ, ця цифра подвоїлася протягом наступного місяця. За даними виробника від травня 2019 року, загальна кількість завантажень гри перевищила 100 мільйонів.

## Ігровий процес

### Режими
Відеогра поділена на декілька режимів:

#### Завдання
- Сюжетні завдання (англ. Story) — це режим, в якому ви будете проходити основний сюжет відеогри під час сюжетних завдань.
- Простірна експедиція (англ. Dimension Mission) — це режим, в якому ви маєте змогу битися з лиходіями з різних вимірів кожного дня в Простірній експедиції та отримуйте нагороди.
- Місії, куди можна відправити персонажів (англ. Dispatch Mission) — це режим, в якому ви будете проходити етапи та відправляйте героїв на місії.
- Епічне завдання (англ. Epic Quest) — це режим, в якому ви зможете прослідкувати за життям обраних героїв в епічних завданнях. Проходьте сюжетні завдання, головні персонажі кожної пригоди будуть розвиватись під час цих мандрів.
- Героїчне завдання (англ. Heroic Quest) — це режим, в якому ви можете насолоджуватися прихованими історіями своїх улюблених героїв в героїчних завданнях.

#### Виклик
- Легендарні битви (англ. Legendary Battle) — це режим, в якому у легендарних битвах ви зможете пережити двобої персонажів, які були натхнені бойовими сценами з фільмів кіновсесвіту Marvel.
- Битви в загонах (англ. Squad Battle) — це режим, де ви будете змагатися з іншими гравцями у битвах в загонах.
- Могутній лиходій (англ. World Boss) — це режим, в якому створите унікальний загін з персонажів і вступайте до бою з різними істотами з різних куточків Галактики, користуючись допомогою союзників.
- Землі тіней (англ. Shadowland) — це режим, в якому Шибайголова, знаходячись під контролем Темного звіра, створив на руїнах Пекельної кухні Землі тіней — місце, де править лишень його закон. Проблема в тому, що Шибайголова поступово стає все більш жорстоким, тому декілька героїв з'єднують свої сили, що зупинити хаос. В Землях тіней герої повинні боротися на різних полях битви, щоб піднятися на верхній поверх.
- Виживання в лініях часу (англ. Timeline Survival) — це режим, де ви будете мандрувати лініями часу, щоб перемагати усіх лиходіїв і отримувати нагороди в режимі Виживання в лініях часу.

#### Арена
- Битва в лініях часу (англ. Timeline Battle) — це режим, у якому ви об'єднуєтесь утрьох та кидаєте виклик іншим гравцям.
- Небезпечна кімната (англ. Danger Room) — це битва в реальному часі 3 на 3, ціль — перемогти суперлиходія швидше, ніж це зробить ворожа команда.
- Битва Альянсів (англ. Alliance Battle) — це режим, в якому ви можете змагатися з іншими альянсами.
- Турнір Альянсів (англ. Alliance Tournament) — це режим, в якому визначається кращий альянс Мультивсесвіту.
- Завоювання Альянсів (англ. Alliance Conquest) — це режим, в якому змагаються три альянси один з одним.

#### Команда
- Командна гра (англ. Co-op Play) — це режим, де зможете об'єднатися з іншими гравцями, щоб боротися з могутніми лиходіями.
- Вторгнення могутнього лиходія (англ. World Boss Invasion) — це режим, в якому ви об'єднуєтесь з трьома іншими гравцями, щоб перемагати потужних суперлиходіїв.
  - Перелік босів:
    - Сутінки: Улік, Фенріс, Имір, Суртур, Змій мідґардський, Морозне чудисько, Одін.
- Рейд на гігантського лиходія (англ. Giant Boss Raid) — це режим, в якому гравці об'єднуються утрьох, щоб перемогти велетенського лиходія.
- Світова подія (англ. World Event) — це режим, в якому усі агенти (гравці) борються проти визначеної кількості ворогів, користуючись персонажами однакової сили.

## Персонажі
У грі MARVEL Future Fight персонажі поділені на чотири типи бій, постріл, швидкість, універсальність, та на супергероїв, суперлиходіїв і тих, хто на нейтральній стороні.
Усього в грі наявно 247 персонажів.
| №   | Ім'я персонажа | Ім'я персонажа                                                                   | Тип             | Сторона                 |
| №   | Звичне ім'я | Справжнє ім'я                                                                    | Тип             | Сторона                 |
| --- | --- | -------------------------------------------------------------------------------- | --------------- | ----------------------- |
| 1   | Кресцент (англ. Crescent) | Ден Бі (англ. Dan Bi)                                                            | Бій             | Супергерой              |
| 2   | Шан-Чі (англ. Shang-Chi) | Шан-Чі (англ. Shang-Chi)                                                         | Бій             | Супергерой              |
| 3   | Майстер меча (англ. Sword Master) | Лін Лай (англ. Lin Lie)                                                          | Бій             | Супергерой              |
| 4   | Апокаліпсис (англ. Apocalypse) | Ен Саба Нур (англ. En Sabah Nur)                                                 | Бій             | Суперлиходій            |
| 5   | Чорна пантера (англ. Black Panther) | Т'чалла (англ. T'Challa)                                                         | Бій             | Супергерой              |
| 6   | Капітан Америка (англ. Captain America) | Стівен "Стів" Роджерс (англ. Steven "Steve" Rogers)                              | Бій             | Супергерой              |
| 7   | Карнаж (англ. Carnage) | Клетус Кеседі (англ. Cletus Kasady)                                              | Бій             | Суперлиходій            |
| 8   | Галк (англ. Hulk) | Роберт Брюс Баннер (англ. Robert Bruce Banner)                                   | Бій             | Супергерой Суперлиходій |
| 9   | Містер Фантастик (англ. Mister Fantastic) | Рід Річардс (англ. Reed Richards)                                                | Бій             | Супергерой              |
| 10  | Немор (англ. Namor) | Немор Маккензі (англ. Namor McKenzie)                                            | Бій             | Супергерой              |
| 11  | Таскмастер (англ. Taskmaster) | Тоні Мастерс (англ. Tony Masters)                                                | Бій             | Суперлиходій            |
| 12  | Веном (англ. Venom) | Едвард Чарльз Аллан Брок (англ. Edward Charles Allan Brock)                      | Бій             | Супергерой Суперлиходій |
| 13  | Росомаха (англ. Wolverine) | Джеймс Говлетт (англ. James Howlett)                                             | Бій             | Супергерой              |
| 14  | Америка Чавез (англ. America Chavez) | Америка Чавез (англ. America Chavez)                                             | Бій             | Супергерой              |
| 15  | Арес (англ. Ares) | Арес (англ. Ares)                                                                | Бій             | Супергерой              |
| 16  | Мішень (англ. Bullseye) | Лестер (англ. Lester)                                                            | Бій             | Суперлиходій            |
| 17  | Доктор Восьминіг (англ. Doctor Octopus) | Отто Ґантер Октавіус (англ. Otto Gunther Octavius)                               | Бій             | Супергерой Суперлиходій |
| 18  | Галк (англ. Hulk) | Амадей Чо (англ. Amadeus Cho)                                                    | Бій             | Супергерой              |
| 19  | Галкбастер (Модель Mark 44) (англ. Hulkbuster (Iron Man Mark 44))                                                                                   | N/A                                                                              | Бій             | Супергерой              |
| 20  | Залізний кулак (англ. Iron Fist) | Деніел Томас Ренд-К'ай (англ. Daniel Thomas Rand-K'ai)                           | Бій             | Супергерой              |
| 21  | Джессіка Джонс (англ. Jessica Jones) | Джессіка Кемпбелл Джонс (англ. Jessica Campbell Jones)                           | Бій             | Супергерой              |
| 22  | Люк Кейдж (англ. Luke Cage) | Карл Лукас (англ. Carl Lucas)                                                    | Бій             | Супергерой              |
| 23  | Місячний лицар (англ. Moon Knight) | Марк Спектор (англ. Marc Spector)                                                | Бій             | Супергерой              |
| 24  | Морбіус (англ. Morbius) | Майкл Морбіус (англ. Michael Morbius)                                            | Бій             | Суперлиходій            |
| 25  | Червоний страж (англ. Red Guardian) | Олексій Шостаков (англ. Alexi Shostakov)                                         | Бій             | Супергерой Суперлиходій |
| 26  | Сіф (англ. Sif) | Сіф (англ. Sif)                                                                  | Бій             | Супергерой              |
| 27  | Істота (англ. The Thing) | Бенджамін Якоб Ґрімм (англ. Benjamin Jacob Grimm)                                | Бій             | Супергерой              |
| 28  | Валькірія (англ. Valkyrie) | Бруннгільда (англ. Brunnhilde)                                                   | Бій             | Супергерой              |
| 29  | Бойовий тигр (англ. War Tiger) | Невідоме                                                                         | Бій             | Супергерой              |
| 30  | Огида (англ. Abomination) | Еміль Блонський (англ. Emil Blonsky)                                             | Бій             | Суперлиходій            |
| 31  | Поглинаюча Людина (англ. Absorbing Man) | Карл Кріл (англ. Carl Creel)                                                     | Бій             | Суперлиходій            |
| 32  | Агент Веном (англ. Agent Venom) | Юджин "Флеш" Томпсон (англ. Eugene "Flash" Thompson)                             | Бій             | Супергерой              |
| 33  | Звір (англ. Beast) | Генрі "Генк" Філіп Маккой (англ. Henry "Hank" Philip McCoy)                      | Бій             | Супергерой Суперлиходій |
| 34  | Блейд (англ. Blade) | Ерік Брукс (англ. Eric Brooks)                                                   | Бій             | Супергерой              |
| 35  | Колос (англ. Colossus) | Петро "Пітер" Миколайович Распутін (англ. Piotr "Peter" Nikolaievitch Rasputin)  | Бій             | Супергерой Суперлиходій |
| 36  | Кроссбонс (англ. Crossbones) | Брок Рамлоу (англ. Brock Rumlow)                                                 | Бій             | Суперлиходій            |
| 37  | Дейкен (англ. Daken) | Акігіро (англ. Akihiro)                                                          | Бій             | Суперлиходій            |
| 38  | Детлок (англ. Deathlok) | Майкл "Майк" Пітерсон (англ. Michael "Mike" Peterson)                            | Бій             | Супергерой              |
| 39  | Дрекс (англ. Drax) | Артур Сампсон Дуґлас (англ. Arthur Sampson Douglas)                              | Бій             | Супергерой              |
| 40  | Велет (англ. Giant-Man) Голіаф (англ. Goliath) | Доктор Генрі "Генк" Пім (англ. Dr. Henry "Hank" Pym)                             | Бій             | Супергерой Суперлиходій |
| 41  | Гладіатор (англ. Gladiator) | Калларк (англ. Kallark)                                                          | Бій             | Супергерой              |
| 42  | Голіаф (англ. Goliath) | Вільям Барретт Фостер (англ. William Barrett Foster)                             | Бій             | Супергерой              |
| 43  | Ґорґон (англ. Gorgon) | Ґорґон Петраґон (англ. Gorgon Petragon)                                          | Бій             | Супергерой              |
| 44  | Людина-горілла (англ. Gorilla-Man) | Кеннет Гейл (англ. Kenneth Hale)                                                 | Бій             | Супергерой              |
| 45  | Ґрут (англ. Groot) | Ґрут (англ. Groot)                                                               | Бій             | Супергерой              |
| 46  | Гоґун (англ. Hogun) | Гоґун (англ. Hogun)                                                              | Бій             | Супергерой              |
| 47  | Галклінг (англ. Hulkling) | Теодор "Тедді" Руфус Альтман (англ. Theodore "Teddy" Rufus Altman)               | Бій             | Супергерой              |
| 48  | Джаґґернаут (англ. Juggernaut) | Кайн Марко (англ. Cain Marko)                                                    | Бій             | Суперлиходій            |
| 49  | Кіллмонґер (англ. Killmonger) Ерік Кіллмонґер (Чорна пантера) (англ. Erik Killmonger (Black Panther))                                               | Ерік Кіллмонґер (англ. Erik Killmonger)                                          | Бій             | Суперлиходій            |
| 50  | Кінґпін (англ. Kingpin) | Вілсон Ґрант Фіск (англ. Wilson Grant Fisk)                                      | Бій             | Суперлиходій            |
| 51  | Ящер (англ. Lizard) | Курт Коннорс (англ. Curtis Connors)                                              | Бій             | Суперлиходій            |
| 52  | Мінн-Ерва (англ. Minn-Erva) | Мінн-Ерва (англ. Minn-Erva)                                                      | Бій             | Суперлиходій            |
| 53  | Лита людина (англ. Molten Man) | Марк Рекстон (англ. Mark Raxton)                                                 | Бій             | Суперлиходій            |
| 54  | Міз Марвел (англ. Ms. Marvel) | Камала Хан (англ. Kamala Khan)                                                   | Бій             | Супергерой              |
| 55  | Небула (англ. Nebula) | Невідоме                                                                         | Бій             | Супергерой Суперлиходій |
| 56  | Каратель (англ. Punisher) | Френк Касл (англ. Frank Castle)                                                  | Бій             | Супергерой Суперлиходій |
| 57  | Червоний Галк (англ. Red Hulk) | Таддеус Росс (англ. Thaddeus Ross)                                               | Бій             | Супергерой Суперлиходій |
| 58  | Червона Галк (англ. Red She-Hulk) | Елізабет "Бетті" Росс (англ. Elizabeth "Betty" Ross)                             | Бій             | Супергерой              |
| 59  | Людина-носоріг (англ. Rhino) | Олексій Михайлович Ситсевич (англ. Aleksei Mikhailovich Sytsevich)               | Бій             | Суперлиходій            |
| 60  | Шаблезубий (англ. Sabretooth) | Віктор Крід (англ. Victor Creed)                                                 | Бій             | Суперлиходій            |
| 61  | Пісочна людина (англ. Sandman) | Вільям Бейкер (англ. William Baker)                                              | Бій             | Суперлиходій            |
| 62  | Крик (англ. Scream) | Енді Бентон (англ. Andi Benton)                                                  | Бій             | Суперлиходій            |
| 63  | Жінка-Галк (англ. She-Hulk) | Дженніфер "Джен" Волтерс (англ. Jennifer "Jen" Walters)                          | Бій             | Супергерой              |
| 64  | Скердж (англ. Skurge) | Скердж (англ. Skurge)                                                            | Бій             | Суперлиходій            |
| 65  | Тітанія (англ. Titania) | Мері МакФерран (англ. Mary MacPherran)                                           | Бій             | Суперлиходій            |
| 66  | Улік (англ. Ulik) | Улік (англ. Ulik)                                                                | Бій             | Суперлиходій            |
| 67  | Вольстаґґ (англ. Volstagg) | Вольстаґґ (англ. Volstagg)                                                       | Бій             | Супергерой              |
| 68  | Варпаф (англ. Warpath) | Джеймс Праудстар (англ. James Proudstar)                                         | Бій             | Супергерой              |
| 69  | Варвульф (англ. Warwolf) | Винц Маркус (англ. Vince Marcus)                                                 | Бій             | Супергерой              |
| 70  | Біла тигриця (англ. White Tiger) | Ева Айала (англ. Ava Ayala)                                                      | Бій             | Супергерой              |
| 71  | Чорний грім (англ. Black Bolt) | Блекаґар Болтаґон (англ. Blackagar Boltagon)                                     | Універсальність | Супергерой              |
| 72  | Синє диво (англ. Blue Marvel) | Адам Бернард Брашир (англ. Adam Bernard Brashear)                                | Універсальність | Супергерой              |
| 73  | Капітан Марвел (англ. Captain Marvel) | Керол Денверс (англ. Carol Danvers)                                              | Універсальність | Супергерой Суперлиходій |
| 74  | Доктор Дум (англ. Doctor Doom) | Віктор фон Дум (англ. Victor von Doom)                                           | Універсальність | Суперлиходій            |
| 75  | Дормамму (англ. Dormammu) | Дормамму (англ. Dormammu)                                                        | Універсальність | Суперлиходій            |
| 76  | Ебоні Мо (англ. Ebony Maw) | Ебоні Мо (англ. Ebony Maw)                                                       | Універсальність | Суперлиходій            |
| 77  | Примарний вершник (англ. Ghost Rider) | Джонатан "Джонні" Блейз (англ. Johnathon "Johnny" Blaze)                         | Універсальність | Супергерой              |
| 78  | Налл (англ. Knull) | Налл (англ. Knull)                                                               | Універсальність | Суперлиходій            |
| 79  | Локі (англ. Loki) | Локі Лафейсон (англ. Loki Laufeyson)                                             | Універсальність | Суперлиходій            |
| 80  | Молекулярна людина (англ. Molecule Man) | Овен Рійк (англ. Owen Reece)                                                     | Універсальність | Суперлиходій            |
| 81  | Одін (англ. Odin) | Одін Борсон (англ. Odin Borson)                                                  | Універсальність | Супергерой              |
| 82  | Проксіма Міднайт (англ. Proxima Midnight) | Проксіма Міднайт (англ. Proxima Midnight)                                        | Універсальність | Суперлиходій            |
| 83  | Вартовий (англ. Sentry) | Роберт "Боб" Рейнольдс (англ. Robert "Bob" Reynolds)                             | Універсальність | Супергерой              |
| 84  | Срібний серфер (англ. Silver Surfer) | Норрін Радд (англ. Norrin Radd)                                                  | Універсальність | Супергерой              |
| 85  | Танос (англ. Thanos) | Танос (англ. Thanos)                                                             | Універсальність | Суперлиходій            |
| 86  | Тор (англ. Thor) | Тор Одінсон (англ. Thor Odinson)                                                 | Універсальність | Супергерой              |
| 87  | Бета Рей Білл (англ. Beta Ray Bill) | Бета Рей Білл (англ. Beta Ray Bill)                                              | Універсальність | Супергерой              |
| 88  | Темний гном (англ. Black Dwarf) | Темний гном (англ. Black Dwarf)                                                  | Універсальність | Суперлиходій            |
| 89  | Корвус Глейв (англ. Corvus Glaive) | Корвус Глейв (англ. Corvus Glaive)                                               | Універсальність | Суперлиходій            |
| 90  | Геймдалл (англ. Heimdall) | Ріґ-Геймдалл (англ. Rig-Heimdall)                                                | Універсальність | Супергерой              |
| 91  | Медуза (англ. Medusa) | Медузаліта Амаквелін-Болтаґон (англ. Medusalith Amaquelin-Boltagon)              | Універсальність | Супергерой              |
| 92  | Квазар (англ. Quasar) | Аврілль Кінкейд (англ. Avril Kincaid)                                            | Універсальність | Супергерой              |
| 93  | Примарна захисниця (англ. Shadow Shell) | Невідоме                                                                         | Універсальність | Супергерой              |
| 94  | Супервелетень (англ. Supergiant) | Супервелетень (англ. Supergiant)                                                 | Універсальність | Суперлиходій            |
| 95  | Анжела (англ. Angela) | Альдріф Одінсдоттір (англ. Aldrif Odinsdottir)                                   | Універсальність | Супергерой              |
| 96  | Анті-людина (англ. Anti-Man) | Коннер Сімс (англ. Conner Sims)                                                  | Універсальність | Суперлиходій            |
| 97  | Клея (англ. Clea) | Клея Стрендж (англ. Clea Strange)                                                | Універсальність | Супергерой              |
| 98  | Руйнівник (англ. Destroyer) | Руйнівник (англ. Destroyer)                                                      | Універсальність | Нейтральна сторона      |
| 99  | Доктор Вуду (англ. Doctor Vodoo) | Єріхо Драмм (англ. Jericho Drumm)                                                | Універсальність | Супергерой              |
| 100 | Примарна пантера (англ. Ghost Panther) | Т'чалла (англ. T'Challa)                                                         | Універсальність | Супергерой              |
| 101 | Примарний вершник (англ. Ghost Rider) | Роберто Рейес (англ. Roberto Reyes)                                              | Універсальність | Супергерой              |
| 102 | Гела (англ. Hela) | Гела (англ. Hela)                                                                | Універсальність | Суперлиходій            |
| 103 | Геллшторм (англ. Hellstorm) | Деймон Геллштром (англ. Daimon Hellstrom)                                        | Універсальність | Супергерой              |
| 104 | Гиперіон (англ. Hyperion) | Маркус Мільтон (англ. Marcus Milton)                                             | Універсальність | Супергерой              |
| 105 | Ікаріс (англ. Ikaris) | Ікаріс (англ. Ikaris)                                                            | Універсальність | Супергерой              |
| 106 | Залізний молот (англ. Iron Hammer) | Старк Одінсон (англ. Stark Odinson)                                              | Універсальність | Супергерой              |
| 107 | Морґан Ля Фей (англ. Morgan Le Fay) | Морґан Ля Фей (англ. Morgan Le Fay)                                              | Універсальність | Суперлиходій            |
| 108 | Нова (англ. Nova) | Річард "Річ" Райдер (англ. Richard "Rich" Rider)                                 | Універсальність | Супергерой              |
| 109 | Нова (англ. Nova) | Семюел Александр (англ. Samuel Alexander)                                        | Універсальність | Супергерой              |
| 110 | Фила-Велл (англ. Phyla-Vell) | Фила-Велл (англ. Phyla-Vell)                                                     | Універсальність | Супергерой              |
| 111 | Ронан (англ. Ronan) | Ронан (англ. Ronan)                                                              | Універсальність | Суперлиходій            |
| 112 | Сатана (англ. Satana) | Сатана Геллштром (англ. Satana Hellstrom)                                        | Універсальність | Супергерой              |
| 113 | Сторож (англ. Sentinel) | Сторож (англ. Sentinel)                                                          | Універсальність | Суперлиходій            |
| 114 | Сингулярність (англ. Singularity) | Невідоме                                                                         | Універсальність | Супергерой              |
| 115 | Слепстік (англ. Slapstick) | Стівен Гармон (англ. Steven Harmon)                                              | Універсальність | Супергерой              |
| 116 | Тейн (англ. Thane) | Тейн (англ. Thane)                                                               | Універсальність | Суперлиходій            |
| 117 | Тор (англ. Thor) | Джейн Фостер (англ. Jane Foster)                                                 | Універсальність | Супергерой              |
| 118 | Альтрон (англ. Ultron) Альтрон Прайм (англ. Ultron Prime) Альтрон, модель Mark 1 (англ. Ultron Mark 1) Альтрон, модель Mark 3 (англ. Ultron Mark 3) | Альтрон (англ. Ultron)                                                           | Універсальність | Суперлиходій            |
| 119 | Переможниця (англ. Victorious) | Зоря Вуковиць (англ. Zora Vukovic)                                               | Універсальність | Суперлиходій            |
| 120 | Венву (англ. Wenwu) | Венву (англ. Wenwu)                                                              | Постріл         | Суперлиходій            |
| 121 | Капітан Америка (англ. Captain America) | Шерон Роджерс (англ. Sharon Rogers)                                              | Постріл         | Супергерой              |
| 122 | Кейбл (англ. Cable) | Нейтан Крістофер Чарльз Саммерс (англ. Nathan Christopher Charles Summers)       | Постріл         | Супергерой              |
| 123 | Циклоп (англ. Cyclops) | Скотт Саммерс (англ. Scott Summers)                                              | Постріл         | Супергерой Суперлиходій |
| 124 | Доктор Стрендж (англ. Doctor Strange) | Стівен Вінцент Стрендж (англ. Stephen Vincent Strange)                           | Постріл         | Супергерой              |
| 125 | Залізна людина (англ. Iron Man) | Ентоні Едвард "Тоні" Старк (англ. Anthony Edward "Tony" Stark)                   | Постріл         | Супергерой Суперлиходій |
| 126 | Джин Ґрей (англ. Jean Grey) | Джин Ілейн Ґрей-Саммерс (англ. Jean Elaine Grey-Summers)                         | Постріл         | Супергерой              |
| 127 | Маґнето (англ. Magneto) | Макс Ейзенгардт (англ. Max Eisenhardt)                                           | Постріл         | Суперлиходій            |
| 128 | Мефісто (англ. Mephisto) | Мефісто (англ. Mephisto)                                                         | Постріл         | Суперлиходій            |
| 129 | Професор-Ікс (англ. Professor X) | Чарльз Френсіз Ксавьєр (англ. Charles Francis Xavier)                            | Постріл         | Супергерой              |
| 130 | Багряна відьма (англ. Scarlet Witch) | Ванда Максімова (англ. Wanda Maximoff)                                           | Постріл         | Супергерой              |
| 131 | Зоряний лицар (англ. Star-Lord) | Пітер Джейсон Квілл (англ. Peter Jason Quill)                                    | Постріл         | Супергерой              |
| 132 | Шторм (англ. Storm) | Ороро Мунро (англ. Ororo Munroe)                                                 | Постріл         | Супергерой              |
| 133 | Віжн (англ. Vision) | Віжн (англ. Vision)                                                              | Постріл         | Супергерой              |
| 134 | Бойова машина (англ. War Machine) | Джеймс Руперт Роудс (англ. James Rupert Rhodes)                                  | Постріл         | Супергерой              |
| 135 | Блакитний дракон (англ. Blue Dragon) | Невідоме                                                                         | Постріл         | Супергерой              |
| 136 | Ґамбіт (англ. Gambit) | Ремі Лебо (англ. Remy LeBeau)                                                    | Постріл         | Супергерой              |
| 137 | Людина-смолоскип (англ. Human Torch) | Джонатан "Джонні" Шторм (англ. Jonathan "Johnny" Storm)                          | Постріл         | Супергерой              |
| 138 | Жінка-невидимка (англ. Invisible Woman) | С'юзан С'ю Шторм (англ. Susan "Sue" Storm)                                       | Постріл         | Супергерой              |
| 139 | Місячне каміння (англ. Moonstone) | Карла Софен (англ. Karla Sofen)                                                  | Постріл         | Суперлиходій            |
| 140 | Червоний череп (англ. Red Skull) | Йоганн Шмідт (англ. Johann Shmidt)                                               | Постріл         | Суперлиходій            |
| 141 | Рятівниця (англ. Rescue) | Пеппер Поттс (англ. Pepper Potts)                                                | Постріл         | Супергерой              |
| 142 | Спектр (англ. Spectrum) | Моніка Рамбо (англ. Monica Rambeau)                                              | Постріл         | Супергерой              |
| 143 | Жінка-павук (англ. Spider-Woman) | Джессіка Міріам Дрю (англ. Jessica Miriam Drew)                                  | Постріл         | Супергерой              |
| 144 | Адам Ворлок (англ. Adam Warlock) | Адам Ворлок (англ. Adam Warlock)                                                 | Постріл         | Супергерой              |
| 145 | Старійшина (англ. Ancient One) | Яо (англ. Yao)                                                                   | Постріл         | Супергерой              |
| 146 | Мордо (англ. Mordo) | Карл Амадей Мордо (англ. Karl Amadeus Mordo)                                     | Постріл         | Супергерой Суперлиходій |
| 147 | Бішоп (англ. Bishop) | Лукас Бішоп (англ. Lucas Bishop)                                                 | Постріл         | Супергерой              |
| 148 | Кристал (англ. Crystal) | Кристалія Амаквелін (англ. Crystalia Amaquelin)                                  | Постріл         | Супергерой              |
| 149 | Дейзі Джонсон (англ. Daisy Johnson) Квейк (англ. Quake)                                                                                             | Дейзі Джонсон (англ. Daisy Johnson)                                              | Постріл         | Супергерой              |
| 150 | Даззлер (англ. Dazzler) | Елісон "Елі" Блейр (англ. Alison "Ali" Blaire)                                   | Постріл         | Супергерой              |
| 151 | Емма Фрост (англ. Emma Frost) | Емма Ґрейс Фрост (англ. Emma Grace Frost)                                        | Постріл         | Супергерой Суперлиходій |
| 152 | Чарівниця (англ. Enchantress) | Амора (англ. Amora)                                                              | Постріл         | Суперлиходій            |
| 153 | Водяна людина (англ. Hydro-Man) | Морріс Бенч (англ. Morris Bench)                                                 | Постріл         | Суперлиходій            |
| 154 | Льодяна людина (англ. Iceman) | Роберт "Боббі" Луїс Дрейк (англ. Robert "Bobby" Louis Drake)                     | Постріл         | Супергерой              |
| 155 | Інферно (англ. Inferno) | Данте Пертюз (англ. Dante Pertuz)                                                | Постріл         | Супергерой              |
| 156 | Залізне серце (англ. Ironheart) | Рірі Вільямс (англ. Riri Williams)                                               | Постріл         | Супергерой              |
| 157 | Джубілі (англ. Jubilee) | Джубілейшн Лі (англ. Jubilation Lee)                                             | Постріл         | Супергерой              |
| 158 | Касилій (англ. Kaecilius) | Касилій (англ. Kaecilius)                                                        | Постріл         | Суперлиходій            |
| 159 | Кід Омеґа (англ. Kid Omega) | Квентін Квайр (англ. Quentin Quire)                                              | Постріл         | Супергерой              |
| 160 | Леш (англ. Lash) | Невідоме                                                                         | Постріл         | Суперлиходій            |
| 161 | Лінкольн Кемпбелл (англ. Lincoln Campbell) | Лінкольн Кемпбелл (англ. Lincoln Campbell)                                       | Постріл         | Супергерой              |
| 162 | М.О.Д.О.К. (англ. M.O.D.O.K.) | Джордж Тарлтон (англ. George Tarleton)                                           | Постріл         | Суперлиходій            |
| 163 | Маґік (англ. Magik) | Уляна Миколаївна Распутіна (англ. Illyana Nikolievna Rasputina)                  | Постріл         | Супергерой Суперлиходій |
| 164 | Малекіт (англ. Malekith) | Малекіт (англ. Malekith)                                                         | Постріл         | Суперлиходій            |
| 165 | Мантіс (англ. Mantis) | Невідоме                                                                         | Постріл         | Супергерой              |
| 166 | Максімус (англ. Maximus) | Максімус Болтаґон (англ. Maximus Boltagon)                                       | Постріл         | Суперлиходій            |
| 167 | Містер Зловісний (англ. Mister Sinister) | Натаніел Ессекс (англ. Nathaniel Essex)                                          | Постріл         | Суперлиходій            |
| 168 | Місячна дівчинка (англ. Moon Girl) | Лунелла Льюїс Лафаєтте (англ. Lunella Louise Lafayette)                          | Постріл         | Супергерой              |
| 169 | Містеріо (англ. Mysterio) | Квентін Бек (англ. Quentin Beck)                                                 | Постріл         | Суперлиходій            |
| 170 | Енджел Даст (англ. Negasonic Teenage Warhead) | Еллі Фімістер (англ. Ellie Phimister)                                            | Постріл         | Супергерой              |
| 171 | Філ Колсон (англ. Phil Coulson) | Філліп Джей "Філ" Колсон (англ. Phillip Jay "Phil" Coulson)                      | Постріл         | Супергерой              |
| 172 | Псайлок (англ. Psylocke) | Елізабет "Бетті" Бреддок (англ. Elizabeth "Betsy" Braddock)                      | Постріл         | Супергерой              |
| 173 | Рейчел Саммерс (англ. Rachel Summers) | Рейчел "Рей" Анна Саммерс (англ. Rachel "Ray" Anne Summers)                      | Постріл         | Супергерой              |
| 174 | Єнот Ракета (англ. Rocket Raccoon) | Єнот Ракета (англ. Rocket Raccoon)                                               | Постріл         | Супергерой              |
| 175 | Серсі (англ. Sersi) | Серсі (англ. Sersi)                                                              | Постріл         | Супергерой              |
| 176 | Сестра Ґрімм (англ. Sister Grimm) | Ніко Мінору (англ. Nico Minoru)                                                  | Постріл         | Супергерой              |
| 177 | Співуча пташка (англ. Songbird) | Мелісса Джоан Ґольд (англ. Melissa Joan Gold)                                    | Постріл         | Супергерой              |
| 178 | Страйф (англ. Stryfe) | Страйф (англ. Stryfe)                                                            | Постріл         | Суперлиходій            |
| 179 | Улісс Кло (англ. Ulysses Klaue) | Улісс Кло (англ. Ulysses Klaue)                                                  | Постріл         | Суперлиходій            |
| 180 | Оса (англ. Wasp) | Джанет Ван Дайн (англ. Janet Van Dyne)                                           | Постріл         | Супергерой              |
| 181 | Оса (англ. Wasp) | Надія Ван Дайн (англ. Nadia Van Dyne)                                            | Постріл         | Супергерой              |
| 182 | Батіг (англ. Whiplash) | Антон Ванко (англ. Anton Vanko)                                                  | Постріл         | Суперлиходій            |
| 183 | Віккан (англ. Wiccan) | Вільям "Біллі" Каплан (англ. William "Billy" Kaplan)                             | Постріл         | Супергерой              |
| 184 | Жовтий жакет (англ. Yellowjacket) | Даррен Анонґоністес Кросс (англ. Darren Angonistes Cross)                        | Постріл         | Суперлиходій            |
| 185 | Кеті (англ. Katy) | Кеті (англ. Katy)                                                                | Швидкість       | Супергерой              |
| 186 | Луна Сноу (англ. Luna Snow) | Сеоль Гі (англ. Seol Hee)                                                        | Швидкість       | Супергерой              |
| 187 | Біла лисиця (англ. White Fox) | Амі Ган (англ. Ami Han)                                                          | Швидкість       | Супергерой              |
| 188 | Аєро (англ. Aero) | Лей Лінь (англ. Lei Ling)                                                        | Швидкість       | Супергерой              |
| 189 | Хвиля (англ. Wave) | Перл Пенґан (англ. Pearl Pangan)                                                 | Швидкість       | Супергерой              |
| 190 | Людина-мураха (англ. Ant-Man) | Скотт Едвард Гарріс Ленґ (англ. Scott Edward Harris Lang)                        | Швидкість       | Супергерой              |
| 191 | Чорна вдова (англ. Black Widow) | Наталія "Наташа" Альяновна Романова (англ. Natalia "Natasha" Alianovna Romanova) | Швидкість       | Супергерой              |
| 192 | Шибайголова (англ. Daredevil) | Меттью Майкл "Метт" Мердок (англ. Matthew Michael "Matt" Murdock)                | Швидкість       | Супергерой              |
| 193 | Дедпул (англ. Deadpool) | Вейд Вілсон (англ. Wade Wilson)                                                  | Швидкість       | Супергерой              |
| 194 | Сокіл (англ. Falcon) Капітан Америка (англ. Captain America)                                                                                        | Семуель Томас "Сем" Вілсон (англ. Samuel Thomas "Sam" Wilson)                    | Швидкість       | Супергерой              |
| 195 | Ртуть (англ. Quicksilver) | П'єтро Джанґо Максімов (англ. Pietro Django Maximoff)                            | Швидкість       | Супергерой              |
| 196 | Роуґ (англ. Rogue) | Анна Марія (англ. Anna Marie)                                                    | Швидкість       | Супергерой              |
| 197 | Людина-павук (англ. Spider-Man) | Пітер Бенджамін Паркер (англ. Peter Benjamin Parker)                             | Швидкість       | Супергерой              |
| 198 | Зимній солдат (англ. Winter Soldier) | Джеймс Бачанан Барнс (англ. James Buchanan Barnes)                               | Швидкість       | Супергерой              |
| 199 | Ельза Бладстоун (англ. Elsa Bloodstone) | Ельза Бладстоун (англ. Elsa Bloodstone)                                          | Швидкість       | Супергерой              |
| 200 | Містік (англ. Mystique) | Рейвен Даркгольм (англ. Raven Darkholme)                                         | Швидкість       | Суперлиходій            |
| 201 | Нічний змій (англ. Nightcrawler) | Курт Ваґнер (англ. Kurt Wagner)                                                  | Швидкість       | Супергерой              |
| 202 | Шовк (англ. Silk) | Сінді Мун (англ. Cindy Moon)                                                     | Швидкість       | Супергерой              |
| 203 | Ґвен-павук (англ. Spider-Gwen) | Ґвендолін "Ґвен" Стейсі (англ. Gwendolyne "Gwen" Stacy)                          | Швидкість       | Супергерой Суперлиходій |
| 204 | Сонячний птах (англ. Sun Bird) | Невідоме                                                                         | Швидкість       | Супергерой              |
| 205 | Ікс-23 (англ. X-23) | Лаура Кінні (англ. Laura Kinney)                                                 | Швидкість       | Супергерой              |
| 206 | Олена Бєлова (англ. Yelena Belova) | Олена Бєлова (англ. Yelena Belova)                                               | Швидкість       | Супергерой Суперлиходій |
| 207 | Агент 13 (англ. Agent 13) | Шерон Картер (англ. Sharon Carter)                                               | Швидкість       | Супергерой              |
| 208 | Ангел (англ. Angel) Архангел (англ. Archangel) | Воррен Кеннет Вортінґтон ІІІ (англ. Warren Kenneth Worthington III)              | Швидкість       | Супергерой              |
| 209 | Павучий лицар (англ. Arachknight) | Пітер Бенджамін Паркер (англ. Peter Benjamin Parker)                             | Швидкість       | Супергерой              |
| 210 | Барон Земо (англ. Baron Zemo) | Гельмут Земо (англ. Helmut Zemo)                                                 | Швидкість       | Суперлиходій            |
| 211 | Чорна кішка (англ. Black Cat) | Феліція Гарді (англ. Felicia Hardy)                                              | Швидкість       | Суперлиходій            |
| 212 | Темний яструб (англ. Darkhawk) | Крістофер Повелл (англ. Christopher Powell)                                      | Швидкість       | Супергерой              |
| 213 | Доміно (англ. Domino) | Ніна Турман (англ. Neena Thurman)                                                | Швидкість       | Супергерой              |
| 214 | Електро (англ. Electro) | Максвелл "Макс" Діллон (англ. Maxwell "Max" Dillon)                              | Швидкість       | Суперлиходій            |
| 215 | Електра (англ. Elektra) | Електра Начос (англ. Elektra Natchios)                                           | Швидкість       | Супергерой              |
| 216 | Фендрел (англ. Fandral) | Фендрел (англ. Fandral)                                                          | Швидкість       | Супергерой              |
| 217 | Фантомекс (англ. Fantomex) | Чарлі Кластер-7 (англ. Charlie Cluster-7)                                        | Швидкість       | Супергерой              |
| 218 | Ґамора (англ. Gamora) | Ґамора (англ. Gamora)                                                            | Швидкість       | Супергерой              |
| 219 | Привид (англ. Ghost) | Невідоме                                                                         | Швидкість       | Суперлиходій            |
| 220 | Зелений гоблін (англ. Green Goblin) | Норман Вірґіль Озборн (англ. Norman Virgil Osborn)                               | Швидкість       | Суперлиходій            |
| 221 | Ґвенпул (англ. Gwenpool) | Ґвен Пуль (англ. Gwen Poole)                                                     | Швидкість       | Супергерой              |
| 222 | Соколине око (англ. Hawkeye) | Клінтон Френціз "Клінт" Бартон (англ. Clinton Francis "Clint" Barton)            | Швидкість       | Супергерой              |
| 223 | Соколине око (англ. Hawkeye) | Катерина Елізабет Бішоп (англ. Katherine Elizabeth Bishop)                       | Швидкість       | Супергерой              |
| 224 | Пекельна кішка (англ. Hellcat) | Патріція "Петті" Вокер (англ. Patricia "Patty" Walker)                           | Швидкість       | Супергерой              |
| 225 | Карнак (англ. Karnak) | Карнак Мандер Азур (англ. Karnak Mander Azur)                                    | Швидкість       | Супергерой              |
| 226 | Малюк Кайдзю (англ. Kid Kaiju) | Кеі Каваде (англ. Kei Kawade)                                                    | Швидкість       | Супергерой              |
| 227 | Кітті Прайд (англ. Kitty Pryde) | Катерина "Кітті" Прайд (англ. Katherine "Kitty" Pryde)                           | Швидкість       | Супергерой              |
| 228 | Корат (англ. Korath) | Корат (англ. Korath)                                                             | Швидкість       | Суперлиходій            |
| 229 | Мисливець Крейвен (англ. Kraven The Hunter) | Сергій Миколайович Кравінов (англ. Sergei Nikolaevich Kravinoff)                 | Швидкість       | Суперлиходій            |
| 230 | Місті Найт (англ. Misty Knight) | Мерседес "Місті" Найті (англ. Mercedes "Misty" Knight)                           | Швидкість       | Супергерой              |
| 231 | Пересмішниця (англ. Mockingbird) Боббі Морс (англ. Bobbi Morse)                                                                                     | Барбара "Боббі" Морс Бартон (англ. Barbara "Bobbi" Morse Barton)                 | Швидкість       | Супергерой              |
| 232 | Нік Ф'юрі (англ. Nick Fury) | Ніколас Джозеф Ф'юрі (англ. Nicholas Joseph Fury)                                | Швидкість       | Супергерой              |
| 233 | Багряний павук (англ. Scarlet Spider) | Бенджамін "Бен" Рейлі (англ. Benjamin "Ben" Reilly)                              | Швидкість       | Супергерой              |
| 234 | Скорпіон (англ. Scorpion) | Макдональд "Мак" Ґарґан (англ. MacDonald "Mac" Gargan)                           | Швидкість       | Суперлиходій            |
| 235 | Шурі (англ. Shuri) | Шурі (англ. Shuri)                                                               | Швидкість       | Супергерой              |
| 236 | Гріх (англ. Sin) | Сінтія Шмідт (англ. Sinthea Schmidt)                                             | Швидкість       | Суперлиходій            |
| 237 | Людина-павук (англ. Spider-Man) | Майлз Моралез (англ. Miles Morales)                                              | Швидкість       | Супергерой Суперлиходій |
| 238 | Людина-павук 2099 (англ. Spider-Man 2099) | Міґель О'Гара (англ. Miguel O'Hara)                                              | Швидкість       | Супергерой              |
| 239 | Дівчинка-білочка (англ. Squirrel Girl) | Дорін Аллен Ґрін (англ. Doreen Allene Green)                                     | Швидкість       | Супергерой              |
| 240 | Гадюка (англ. Viper) | Офелія Саркіссян (англ. Ophelia Sarkissian)                                      | Швидкість       | Суперлиходій            |
| 241 | Стерв'ятник (англ. Vulture) | Адріан Тумз (англ. Adrian Toomes)                                                | Швидкість       | Суперлиходій            |
| 242 | Вонґ (англ. Wong) | Вонґ (англ. Wong)                                                                | Швидкість       | Супергерой              |
| 243 | Йонду (англ. Yondu) | Йонду Удонта (англ. Yondu Udonta)                                                | Швидкість       | Супергерой              |
| 244 | Маккарі (англ. Makkari) | Маккарі (англ. Makkari)                                                          | Швидкість       | Супергерой              |
| 245 | Тена (англ. Thena) | Тена (англ. Thena)                                                               | Універсальність | Супергерой              |
| 246 | Кінґо (англ. Kingo) | Кінґо (англ. Kingo)                                                              | Бій             | Супергерой              |
| 247 | Ґільґамеш (англ. Gilgamesh) | Ґільґамеш (англ. Gilgamesh)                                                      | Швидкість       | Супергерой              |
| 247 | |                                                                                  |                 |                         |

## Оцінки
| Агрегатори                                                     | Агрегатори                    | Агрегатори                     |
| Сайт                                                           | Оцінка                        | Оцінка                         |
| Сайт                                                           | Критики                       | Гравці                         |
| -------------------------------------------------------------- | ----------------------------- | ------------------------------ |
| Metacritic                                                     | 79/100 (на основі 5 відгуків) | 7.3 (на основі 35 відгуків)    |
| Сайти                                                          |                               |                                |
| Сайт                                                           | Оцінка                        | Оцінка                         |
| Сайт                                                           | Критики                       | Гравці                         |
| Gaming Age [Архівовано 12 вересня 2021 у Wayback Machine.]     | B+                            | —                              |
| GameZebo [Архівовано 12 вересня 2021 у Wayback Machine.]       | [ 7 ]                         | —                              |
| Vandal [Архівовано 12 вересня 2021 у Wayback Machine.]         | 8/10                          | 9.71/10                        |
| Multiplayer.it [Архівовано 12 вересня 2021 у Wayback Machine.] | 8/10                          | 8.8/10                         |
| DarkZero [Архівовано 12 вересня 2021 у Wayback Machine.]       | 7/10                          | —                              |
| Google Play [Архівовано 12 вересня 2021 у Wayback Machine.]    | —                             | (на основі 2 902 157 відгуків) |
| App Store [Архівовано 12 вересня 2021 у Wayback Machine.]      | —                             | (на основі 60 100+ відгуків)   |